# Xenofrea favus
Xenofrea favus là một loài bọ cánh cứng trong họ Cerambycidae.